# 卡姆县
卡姆县（Landkreis Cham）是德国巴伐利亚州的一个县，隶属于上普法尔茨行政区，首府卡姆。

## 華語譯名
由於兩岸對於德國行政區「Landkreis」翻譯的不同，台灣稱為「卡姆郡」；中國大陸稱為「卡姆县」。

## 地理
卡姆县南面和东南面与施特劳宾-博根县和雷根县，西南面与雷根斯堡县，西面和西北面与施万多夫县相邻，东面与捷克接壤。

## 外部連結
- Official website （页面存档备份，存于） (German)

49°15′N 12°40′E / 49.25°N 12.67°E